# Jafet
Jafet (hebräisch יֶפֶת jæp̄æt) ist neben Sem und Ham einer der drei Söhne Noahs im Alten Testament und einer der acht Überlebenden der Sintflut. Er gilt biblisch als einer der Ahnherren der Menschheit.

## Name
Die Etymologie des Namens יֶפֶת jæp̄æt ist unbekannt. In Gen 9,27  wird er volksetymologisch als פתה pth Hiph'il „weiten Raum schaffen“ erklärt, vermutlich hat er jedoch keinen semitischen Ursprung.
In der Septuaginta wird der Name als Ιαφεθ Iapheth wiedergegeben, in der Vulgata als Iafeth. In deutschen Bibelübersetzungen wird der Name fast ausschließlich in der Schreibweise Jafet verwendet. Ausnahmen bilden die Menge-Bibel mit der Schreibweise Japheth und die Schlachter-Bibel mit der Variante Japhet.
In der Koranauslegung wird Jafet als يافث بن نوح Yāfaṯ bin Nūḥ bezeichnet.

## Biblischer Bericht
Nach Gen 5,32  war Noah 500 Jahre alt, als er seine drei Söhne Sem, Ham und Jafet zeugte. Aus der Völkertafel in Gen 10,21  ergibt sich, dass Jafet jünger als Sem ist. Hier ist zu beachten, dass die gängige Übersetzung „Sem, dem [...] älteren Bruder Jafets“ nicht der wortgetreuen Übersetzung des hebräischen Urtextes אֲחִי יֶפֶת הַגָּדוֹל ʾᵃḥî jæp̄æt haggādōl, deutsch ‚dem Bruder Jafets, des Älteren‘ (vgl. Gen 10,21 ) entspricht. 100 Jahre nach der Zeugung der Söhne begann die Sintflut (vgl. Gen 7,10 ) im Zuge derer Jafet und seine Frau, wie auch seine Eltern und Brüder mit ihren Frauen mit zahlreichen Tieren auf der von Noah erbauten Arche Zuflucht fanden (Gen 7,13 f ).
Als nach der Sintflut Noah in betrunkenem Zustand nackt im Zelt einschläft und von Ham entdeckt wird, decken Jafet und Sem ihn gemeinsam zu, wobei sie darauf bedacht sind, ihren Vater nicht nackt zu sehen (Gen 9,21–23 ). Als Noah nach seinem Erwachen von der Situation erfährt, verflucht er Hams Sohn Kanaan und segnet Sem und Jafet (Gen 9,24–27 ). Der für Jafet verwendete Segenswunsch: „Gott schaffe Jafet weiten Raum und lasse ihn wohnen in den Zelten Sems und Kanaan sei sein Knecht“ wird zur volksetymologischen Namensdeutung herangezogen (Gen 9,27 ).
Hier gilt zu beachten, dass es unmöglich ist, durch die Segensworte Noahs gegenüber Sem und Jafet die Aufrichtung einer Herrscherrasse zu sanktionieren.

## Nachkommen Jafets
→ siehe auch: Völkertafel
Im Alten Testament werden die Söhne Noahs zu „Ahnherren der nachsintflutlichen Menschheit“ (vgl. Gen 9,19 ). Jafet gilt dabei als Urvater der Bewohner Kleinasiens, der Mittelmeerinseln und der Küste der Region Palästina.

Bei den in Gen 10  aufgeführten „Söhnen“ muss es sich nicht  zwangsläufig um ein tatsächliches Vater-Sohn-Verhältnis handeln. Vielmehr können die Namen auch Städte-, Sippen- oder Völkernamen sein. Die Begriffe „Sohn“ und „erzeugen“ sind im übertragenen Sinne zu gebrauchen.
Gen 10,2–4  und 1 Chr 1,5–7  führen 7 Söhne und insgesamt 14 Völker auf Jafet zurück:
1. Gomer
  1. Aschkenas
  2. Rifat
  3. Togarma
2. Magog
3. Madai
4. Jawan
  1. Elischa
  2. Tarschisch
  3. Kittim
  4. Rodanim, auch Dodanim
5. Tubal
6. Mesech
7. Tiras

Geographische Verteilung der Söhne und Enkel Noahs nach Flavius Josephus, c. 100 AD; Japhets Söhne in Rot dargestellt

Nicht alle Völker lassen sich mit Sicherheit identifizieren, die Zuordnung wird unter dem jeweiligen Lemma erörtert.
Die Zahl 14 ist symbolisch zu verstehen: Zweimal sieben Völker beschreibt die Vollständigkeit der Nachkommen Jafets, womit jedoch keine restlose namentliche Aufzählung gemeint ist.
Jafet wurde außerdem im 19. Jahrhundert als der Urvater der Jafetiten in Europa, Kleinasien und im Kaukasus angesehen. Dies ist jedoch eine inzwischen überholte Theorie der Sprachwissenschaft.

## Jafet im Koran
Obwohl im Koran nichts von Jafet, wie auch von seinen Brüdern Sem und Ham, berichtet wird, kennt die Koranauslegung die Namen der drei Söhne aus der Bibel.